# Acrocercops thylacaula
Acrocercops thylacaula là một loài bướm đêm thuộc họ Gracillariidae. Nó được tìm thấy ở Ấn Độ (Maharashtra).
Ấu trùng ăn Allophylus cobbe. Chúng ăn lá nơi chúng làm tổ.